# ФК Обилић Нови Кнежевац
ФК Обилић је фудбалски клуб из Новог Кнежевца. Основан је 1930. године, и тренутно наступа у ПФЛ Суботица, петом рангу фудбалског такмичења.